# Korinth
 For alternative betydninger, se Korinth (flertydig). (Se også artikler, som begynder med Korinth)
Korinth (græsk: Κόρινθος – Korinthos) er en by i Grækenland på den nordøstligste del af halvøen Peloponnes nær Korinthtangen.
Den moderne by har 36.355 indbyggere (2001).
På grund af sin strategiske placering ved Korinthtangen blev Korinth tidligt en af Middelhavets vigtigste handelsbyer, hvor de handelsmænd, der ville undgå den farlige færd syd om Peloponnes, lod deres varer omskibe. (I det 19. århundrede gravede man en kanal igennem tangen – Korinthkanalen.)
Korinth var i oldtiden centrum for forskellige former for industri som skibsbygning og keramikproduktion (det sidste især ca. 650 f.Kr. – 550 f.Kr.). Byen var berygtet for et blomstrende prostitutionsliv.
I det 8. og 7. århundrede anlagde Korinth en stribe af kolonier i Middelhavsområdet, især på Sicilien og i Syditalien. Den vigtigste er Syrakus.
Den romerske feltherre Lucius Mummius tilintetgjorde byen i 146 f.Kr., men den blev gengrundlagt af Cæsar i 44 f.Kr. som en romersk koloni.
Apostlen Paulus skriver to af sine breve til den tidlige kristne menighed i Korinth.
Byen er i mytologien hjemsted for Bellerofon og Sisyfos, og det er også i Korinth, at Medea dræber sine børn.

## Internationale relationer

### Venskabsbyer
Korinth har følgende venskabsbyer:
- Siracusa, Sicilien[1]
- Jagodina, Serbien
- Abilene, Texas, USA